# Xiangshan (Huaibei)

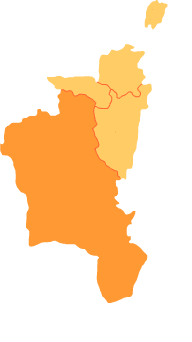
Lage des Stadtbezirks Xiangshan im Gebiet der bezirksfreien Stadt Huaibei

Der Stadtbezirk Xiangshan (chinesisch 相山区, Pinyin Xiàngshān Qū) ist ein Stadtbezirk der bezirksfreien Stadt Huaibei im Norden der chinesischen Provinz Anhui. Er hat eine Fläche von 144,1 Quadratkilometern und zählt 508.000 Einwohner (Stand: Ende 2018).
Auf Gemeindeebene setzt sich der Stadtbezirk aus sieben Straßenvierteln und einer Großgemeinde zusammen. 